# SNCF X 2000
De X 2000 zijn treinstellen op meterspoor waarvan geleverd tussen 1975 en 1976.
In de eerste maanden na de levering bleek er een gebrek aan kracht en grip te zijn, vooral als er met zware bijwagens werd gereden. Om deze reden werden de X 5000 treinen besteld waarvan het frame hetzelfde gewicht heeft (18,6 t), maar veel sterkere motoren heeft.
De treinstellen hadden problemen met het beklimmen van de vele hellingen op bergpassen, en vooral die van Vizzavona waar het spoor erg glad werd tijdens regen.